# Abdel Sattar Sabry
Abdel Sattar Sabry, född 19 juni 1974 i Kairo, är en egyptisk före detta fotbollsspelare.

## Karriär

### Klubblag
Sabry flyttade utomlands till Tirol Innsbruck 1997 från moderklubben El Mokawloon. Säsongen 2000/2001 startade han i grekiska PAOK, men såldes i januari till Benfica. Där avgjorde han bland annat med ett sent frisparksmål mot Sporting Lissabon som besegrades med 1-0.
Sabry spelade även för Marítimo och Estrela Amadora i Portugal innan han återvände till Egypten 2004 för spel med ENPPI. Han avslutade senare karriären efter sex år i El-Gaish.

### Landslag
Abdel Sabrys debut för Egyptens landslag gjorde han mot Tunisien 1996, och gjorde totalt 11 mål på 69 landskamper. Han var med i truppen som vann både Allafrikanska spelen 1995 och Afrikanska mästerskapet 1998.

## Meriter
El Mokawloon
- Egyptiska cupen: 1995

Egypten
- Afrikanska mästerskapet
  - Guld: 1998